# Битка код Имајаме
Битка код Имајаме (1570) била је одлучујући пораз клана Отомо у покушају да освоји провинцију Хизен на острву Кјушу.

## Позадина
Током владавине амбициозног господара Отомо Сорина, клан Отомо накратко је постао доминантна војна сила у северном Кјушуу. Године 1570. Отомо Сорин је одлучио да покори клан Рјузоџи из провинције Хизен, и упутио је свог рођака Отомо Чикасаду да нападне упориште Рјузоџи Таканобуа у замку Сага. Замак је имао посаду од само 5.000 ратника, против око 60.000 бораца клана Отомо.